# Coupe d'Angleterre de football 1984-1985
Navigation
Coupe d'Angleterre 1983-1984 Coupe d'Angleterre 1985-1986
La Coupe d'Angleterre de football 1984-1985 est la 104e édition de la Coupe d'Angleterre de football. Manchester United remporte sa sixième Coupe d'Angleterre de football au détriment d'Everton sur le score de 1-0 après prolongation, au cours d'une finale jouée dans l'enceinte du stade de Wembley à Londres.

## Demi-finales
| 13 avril 1985 | Manchester United          | 2–2 (a.p) | Liverpool              | Goodison Park, Liverpool |                      |
|               | Robson 69e · Stapleton 98e |           | Whelan 87e · Walsh 79e | Spectateurs : 51 690     | Spectateurs : 51 690 |

| 13 avril 1985 | Everton             | 2–1 (a.p) | Luton Town | Villa Park, Birmingham |  |
|               | Sheedy · Mountfield |           | Hill 38e   |                        |  |

### Match à rejouer
| 17 avril 1985 | Liverpool         | 1 – 2 | Manchester United       | Maine Road, Manchester |                      |
|               | McGrath 39e (csc) |       | Robson 46e · Hughes 58e | Spectateurs : 45 755   | Spectateurs : 45 755 |
|               | 1 - 0             |       |                         | Spectateurs : 45 755   | Spectateurs : 45 755 |

## Finale
| Titulaires : |  |
| |  |
| 1 Neville Southall 2 Gary Stevens 3 Pat Van Den Hauwe 4 Kevin Ratcliffe (c) 5 Derek Mountfield 6 Peter Reid 7 Trevor Steven 8 Graeme Sharp 9 Andy Gray 10 Paul Bracewell 11 Kevin Sheedy |  |
| Remplaçants : |  |
| 12 Alan Harper |  |
| Entraîneur : |  |
| Howard Kendall |  |

| Titulaires : |  |
| |  |
| 1 Gary Bailey · 2 John Gidman · 3 Arthur Albiston 91e · 4 Norman Whiteside · 5 Paul McGrath · 6 Kevin Moran 78e · 7 Bryan Robson (c) · 8 Gordon Strachan · 9 Mark Hughes · 10 Frank Stapleton · 11 Jesper Olsen · |  |
| Remplaçants : |  |
| 12 Mike Duxbury 91e · |  |
| Entraîneur : |  |
| Ron Atkinson |  |

| Titulaires : |  |
| |  |
| 1 Neville Southall 2 Gary Stevens 3 Pat Van Den Hauwe 4 Kevin Ratcliffe (c) 5 Derek Mountfield 6 Peter Reid 7 Trevor Steven 8 Graeme Sharp 9 Andy Gray 10 Paul Bracewell 11 Kevin Sheedy |  |
| Remplaçants : |  |
| 12 Alan Harper |  |
| Entraîneur : |  |
| Howard Kendall |  |

| Titulaires : |  |
| |  |
| 1 Gary Bailey · 2 John Gidman · 3 Arthur Albiston 91e · 4 Norman Whiteside · 5 Paul McGrath · 6 Kevin Moran 78e · 7 Bryan Robson (c) · 8 Gordon Strachan · 9 Mark Hughes · 10 Frank Stapleton · 11 Jesper Olsen · |  |
| Remplaçants : |  |
| 12 Mike Duxbury 91e · |  |
| Entraîneur : |  |
| Ron Atkinson |  |

| Everton | Manchester United |